# Asperula syrticola
Asperula syrticola là một loài thực vật có hoa trong họ Thiến thảo. Loài này được (Miq.) Airy Shaw & Turrill mô tả khoa học đầu tiên năm 1928.